# Chris Penn
Christopher Shannon «Chris» Penn (Los Ángeles, 10 de octubre de 1965-Santa Mónica, 24 de enero de 2006) fue un actor estadounidense. Hijo del director de cine Leo Penn y la actriz Eileen Ryan, fue hermano del también actor Sean Penn y del músico Michael Penn. fue pareja de la modelo Steffiana de la Cruz entre 1993 y 1999.

## Biografía
Comenzó a actuar a los 11 años en Loft Studio e hizo su debut cinematográfico en 1979 en la película Charlie and the Talking Buzzard. En 1983 participó en La ley de la calle, drama dirigido por Francis Ford Coppola, La clave del éxito, protagonizada por Tom Cruise y donde interpretaba a su mejor amigo. También tuvo un papel en el musical Footloose, de 1984, el wéstern dirigido por Clint Eastwood El jinete pálido, de 1985, y en Hombres frente a frente, donde compartía película con su hermano Sean Penn y su madre Eileen Ryan.
Normalmente se le asignaban papeles de personajes rudos, delincuentes, de clase trabajadora o cómicos. Dos de sus actuaciones más memorables fueron en Reservoir Dogs, de Quentin Tarantino, en el papel de Nice Guy Eddie y en Amor a quemarropa, como Nicky Dimes. En 1996 ganó el premio al mejor actor de reparto en el Festival Internacional de Cine de Venecia por el film El funeral.
En el largometraje Vidas cruzadas, de Robert Altman, interpretó al encargado de la limpieza de una piscina preocupado por la profesión de su esposa, trabajadora de una línea erótica que atendía a sus clientes en su propia casa y con el personaje de Penn escuchando las conversaciones. 
También intervino en un episodio de la serie de televisión Law & Order: Criminal Intent durante la temporada 2004-2005, puso la voz a Eddie Pulaski en el videojuego Grand Theft Auto: San Andreas y participó en The Darwin Awards la cual fue estrenada un día después de su muerte en el Festival de Cine de Sundance.

## Muerte
Penn fue encontrado muerto en su apartamento de Santa Mónica, California, el 24 de enero de 2006, a la edad de 40 años. A pesar de su consumo de drogas en el pasado, la autopsia realizada por el forense del condado de Los Ángeles reveló que la causa principal de la muerte fue una cardiomiopatía no específica, provocada por una dilatación del corazón y una serie de medicamentos como la codeína. En su cuerpo fueron encontrados restos de marihuana y cocaína, y su hermano Sean Penn declaró que la muerte de su hermano fue producida principalmente por su elevado peso.
Se encuentra enterrado en el cementerio de Holy Cross de Culver City, California.

## Filmografía
- Charlie and the Talking Buzzard (1979)
- Rumble Fish (1983)
- All the Right Moves (1983)
- The Wild Life (1984)
- Footloose (1984)
- Pale Rider (1985)
- At Close Range (1986)
- Best of the Best (1989)
- Mobsters (1991)
- Kickboxer 2025 (1991)
- Reservoir Dogs (1992)
- Best of the Best 2 (1993)
- Beethoven’s 2nd (1993)
- Josh and S.A.M. (1993)
- The Music of Chance (1993)
- True Romance (1993)
- Short Cuts (1993)
- Fist of the North Star (1995)
- To Wong Foo, Thanks for Everything! Julie Newmar (1995)
- Mulholland Falls (1996)
- The Funeral (1996)
- Deceiver (El impostor, 1997)
- The Boys Club (1997)
- Rush Hour (1998)
- Cement (1999)
- Kiss Kiss (Bang Bang) (2000)
- Corky Romano (2001)
- Murder by Numbers (2002)
- Stealing Harvard (2002)
- Grand Theft Auto: San Andreas (Voz de Eddie Pulaski) (2004)
- Starsky & Hutch (2004)
- After the Sunset (2004)
- The Darwin Awards (2006)
- King of Sorrow (2006)
- Holly (2006)
- Aftermath (2007)

## Premios y distinciones
Festival Internacional de Cine de Venecia
| Año  | Categoría                            | Trabajo nominado | Resultado |
| ---- | ------------------------------------ | ---------------- | --------- |
| 1996 | Copa Volpi al mejor actor de reparto | El funeral       | Ganador   |